# Дулевская волость (Жиздринский уезд)
Дулевская волость — волость Бежицкого уезда (с 1922 года), Жиздринского уезда (1921-1922) Брянской губернии, до 1920 года в Калужской губернии. Административный центр — деревня Дулево. Церковный приход волости находился в селе Троицкое — Церковь Троицы Живоначальной, сейчас на её месте установлена часовня.
С 1944 года территория Дулевской волости относится к Куйбышевскому району Калужской области.

## История
Дулевская волость образована в ходе реформы 1861 года. Первоначально в состав волости входило 29 селений: деревня Дулево, села Елизаветинское, Петровское и Троицкое, деревни Белошовка, Высокое, Горбачевка, Горячевка, Дубровка, Красный бор (Заречье), Лазинки, Лобановка (часть Дулева), Новая, Пановка, Погуляи, Фроловка, Химы, Холмы, Ямная, владельческие усадьбы Анненское, Белая Гора, Знаменское, Никольское, Сергиевское, Троицкий хутор, Успенское, а также Исаевский хутор и поселок Малыя Дубровки.
1 апреля 1920 года Жиздринский уезд был перечислен в Брянскую губернию. В марте 1922 года Дулевская волость была предана в Бежицкий уезд той же губернии. А в мае 1924 года территория Грибовской и Дулевской волостей включена в состав Мокровской волости.
В 1929 году Брянская губерния и все её уезды были упразднены, а их территория вошла в состав новой Западной области.

## Население
Население волости составляло в 1880 году — 3212, в 1892 — 4047, в 1913 — 5127 человек.

## Инфраструктура
Основа экономики — сельское хозяйство
На 1880 год в составе волости числилось 4255 десятин земли. 